# Sasa (político)
Sasa (en birmano: ဆာ ဆာ), también conocido como Salai Maung Taing San o Dr. Sasa, es un médico, filántropo y activista de la sociedad civil chin que actualmente se desempeña como Ministro de Cooperación Internacional en el gabinete del Gobierno de Unidad Nacional. Anteriormente se desempeñó como Enviado Especial del Comité Representante del Pyidaungsu Hluttaw (CRPH) ante las Naciones Unidas. Es el fundador de Health and Hope, una organización de salud cristiana que trabaja con iglesias para promover el desarrollo en el estado de Chin y capacita a los aldeanos para que se conviertan en trabajadores comunitarios de la salud. Sasa ha sido reconocido como uno de los "individuos inspirados en Tearfund" por sus contribuciones en Myanmar.

## Educación y primeros años
Sasa nació alrededor del año 1980 en la ciudad de Lailenpi, distrito de Matupi, estado de Chin. Su nombre, Sasa, fue dado por su abuela, que significa "cada vez más alto" en la tradición chin. Después de completar su educación secundaria de una escuela secundaria en Rangún donde tuvo que caminar durante dos semanas para asistir, se ofreció como voluntario para mejorar la educación de su ciudad natal.
Sasa fue enviado al Shillong College en India con el apoyo de su comunidad en 1996. Allí buscó una beca a través de Prospect Burma, de la cual se reunió con Genette Dagtoglou, quien lo patrocinó para estudiar medicina en la Universidad Estatal de Medicina de Armenia. Es cristiano.

## Carrera

### Trabajo humanitario
En 2007, su último año como estudiante de medicina, Sasa trajo ayuda médica y trató a más de 3500 pacientes en ciudades donde la hambruna golpeó, incluida su ciudad natal. Cuando se graduó en 2009, Sasa comenzó a enseñar atención médica primaria a los aldeanos y fundó la organización cristiana Health and Hope. El primer centro de servicios de atención médica primaria de la región. Health and Hope, trabaja con iglesias locales para capacitar a dos trabajadores comunitarios de salud de 150 aldeas cada uno. La organización cuenta con el rey Carlos III del Reino Unido entre sus patrocinadores.
También logró construir la pista de aterrizaje de Lailenpi, el primer aeropuerto privado en el estado de Chin.

### Política
En 2020, Sasa se convirtió en un miembro destacado del comité electoral de la LND del estado de Chin para las elecciones generales. Una cara nueva en la política, sin embargo, su participación en la campaña electoral en el estado de Chin en noviembre lo hizo conocido al público en general en todo Myanmar.
En la medianoche del 1 de febrero de 2021, estuvo junto a Aung San Suu Kyi antes del golpe militar. Se escapó a la India desde la frontera y eludió el arresto de los militares mientras fingía ser taxista y tardó tres días en llegar al lugar seguro.
El 22 de febrero de 2021, fue nombrado Enviado Especial de CRPH ante las Naciones Unidas. Unos días más tarde, el 4 de marzo de 2021, presentó una carta al Consejo de Seguridad de las Naciones Unidas solicitando al organismo internacional que cumpliera sus compromisos de Responsabilidad de Proteger (R2P) con referencia a las protestas de contra el golpe de Estado y la violencia respuesta militar a ellos.
El 16 de abril de 2021, fue nombrado Ministro de Cooperación Internacional en el gabinete del recién formado Gobierno de Unidad Nacional por los miembros de CRPH.

## Demanda judicial
Según una declaración de la policía de Myanmar, el Dr. Sasa (a) Sasa San (a) Tai Sa quien vive en la ciudad de Lailinpe, municipio de Matupi, estado de Chin, ha sido acusado de conformidad con la ley. El Tribunal de Distrito de Dekkhina emitió una orden de arresto el 15 de marzo. Fue acusado de alta traición en virtud del artículo 122 (2) del Código Penal, ya que había aceptado el nombramiento de Representante de Myanmar ante las Naciones Unidas por el Comité Representante de Pyidaungsu Hluttaw (CRPH).